# Rudolf Jančar
Rudolf Jančar, slovenski komunist, partizan, častnik in prvoborec, * [[1920|], Trst, † 2019
Leta 1941 je vstopil v NOB in KPS.

## Napredovanja
- rezervni kapetan JLA

## Odlikovanja
- red zaslug za ljudstvo II. stopnje
- red bratstva in enotnosti II. stopnje
- partizanska spomenica 1941